# Shenzhou 12
Shenzhou 12 är en kinesisk rymdfarkost av typen Shenzhou som sköts upp med en Chang Zheng 2F/G raket från Jiuquans satellituppskjutningscenter i Inre Mongoliet den 17 juni 2021. Några timmar efter uppskjutningen
dockade farkosten med den kinesiska rymdstationen Tiangong.
Besättningen består av tre personer Nie Haisheng (befälhavare), Liu Boming och Tang Hongbo.
Under flygningen genomförde man två rymdpromenader.
Den 16 september 2021 lämnade man rymdstationen och efter att ha testat funktionaliteten av den dockningsport man använt påbörjade man återfärden till jorden.
Farkosten återinträdde i jordens atmosfär och landade i Inre Mongoliet den 17 september 2021.

## Besättning
| Befälhavare    | Nie Haisheng, PLAAC Hans tredje rymdfärd |
| Flygingenjör 1 | Liu Boming, PLAAC Hans andra rymdfärd    |
| Flygingenjör 2 | Tang Hongbo, PLAAC Hans första rymdfärd  |